# Herman IV de Hesse-Rotenburg
Herman IV de Hesse-Rotenburg (Kassel, 15 de agosto de 1607 - Rotenburg an der Fulda, 25 de marzo de 1658) fue el primer Landgrave del semiindependiente Landgraviato de Hesse-Rotenburg. Era el cuarto hijo del landgrave Mauricio I de Hesse-Kassel y su segunda esposa, la condesa Juliana de Nassau-Dillenburg.

## Biografía
Cuando el Landgraviato de Hesse-Rotenburg se creó en 1627, Herman IV asumió la regencia en Rotenburg. 
Herman sufrió toda su vida de un pie lisiado y tenía que usar tirantes de hierro para apoyar la pierna. Esto hizo imposible una carrera militar. En su lugar, entró en el campo científico. Se convirtió en un reconocido investigador en la meteorología, las matemáticas, la astronomía y la geografía. Su tratado Beiläufige Cosmographische Beschreibung des Niederfürstentums Hessen de 1641 es uno de los libros canónicos de la geografía de Hesse del siglo XVII. La escuela en Rotenburg fue destruida en 1637, durante la Guerra de los Treinta Años. En 1651, Herman construyó una nueva escuela, a sus expensas, en la dirección Löbergasse 2, como se indica en una inscripción en el edificio.
Después de que fueran adquirido otros territorios, el Landgraviato de Hesse-Rotenburg se dividió entre tres hermanos en 1648. Herman mantuvo una reducida Hesse-Rotenburg, Federico recibió Hesse-Eschwege y Ernesto recibió Hesse-Rheinfels. En 1655, Federico murió sin un heredero varón y Eschwege pasó a Ernesto. En 1658, Herman murió sin descendencia y Rotenburg también pasó a Ernesto.

## Matrimonios
En 1634, se casó con Sofía Juliana de Waldeck († 1637). Se casó en segundas nupcias con Juliana Cunegunda de Anhalt en 1642. Ambos matrimonios no tuvieron hijos. Herman y Juliana Cunegunda están enterrados en la iglesia colegiata de Rotenburg.